# Барац, Леонид Григорьевич
Леони́д Григо́рьевич Бара́ц (укр. Леонід Григорович Барац; род. 18 июля 1971, Одесса, Украинская ССР, СССР) —  российский актёр театра, кино, озвучивания и дубляжа, сценарист, продюсер, телеведущий; заслуженный артист Российской Федерации (2018). Один из основателей комического театра «Квартет И».
Известен ролями в спектаклях «День радио», «День выборов», «Разговоры мужчин среднего возраста о женщинах, кино и алюминиевых вилках», «Письма и песни мужчин среднего возраста времён караоке, дорожных пробок и высоких цен на нефть», «…в Бореньке чего-то нет» и «Квартетник». Также с «Квартетом И» снялся в кинофильмах «День выборов», «День выборов 2», «День радио», «Быстрее, чем кролики», «О чём говорят мужчины», «О чём ещё говорят мужчины», «О чём говорят мужчины. Продолжение», «Громкая связь».

## Биография

### Ранние годы
Родился 18 июля 1971 года в Одессе (Украинская ССР) в еврейской семье. Отец — Григорий Исаакович Барац (род. 1948), журналист, директор Всемирного клуба одесситов; мать — Зоя Израилевна Барац (урождённая Шлаин; род. 1949), методист в детском саду. Актёр получил имя Леонид в честь своего прадедушки.
В 1978 году Леонид учился в одной из одесских школ вместе с Ростиславом Хаитом, ставшим его коллегой в «Квартете И».
В 1993 году окончил эстрадный факультет ГИТИСа, тогда художественным руководителем был В. Коровин. На первом курсе Леонид познакомился с Александром Демидовым, Камилем Лариным и Сергеем Петрейковым.
Уехал за границу в эмиграцию, получил гринкарту, но вернулся обратно и по собственным словам, уезжать из России не собирается.

### Карьера
После окончания ГИТИСа Леонид, Ростислав, Камиль, Александр и Сергей образовали комический театр «Квартет И».
Лёша (так привыкли его называть друзья и сотрудники) в 2001 году попробовал себя в роли сценариста, написав спектакль «День радио».
Спектакль длился два с половиной часа и очень понравился зрителям. В 2002 году было принято решение написать продолжение пьесы — «День выборов». На этот раз сценарий писали Леонид Барац, Ростислав Хаит и Сергей Петрейков.
Главные герои в фильме «День выборов» были те же, что и в «День радио» — Лёша (Барац), Слава (Хаит), Камиль (Ларин), Саша (Демидов), Миша (Козырев), Макс (Виторган) и Нонна (Гришаева).
В 2007 и 2008 годах вышли экранизации этих комедий.

### Взгляды и активизм
В 2012 году принимал участие в акциях протеста против фальсификации выборов. В декабре того же года высказывался против принимаемого в Госдуме РФ «Закона Димы Яковлева». Вместе с Ростиславом Хаитом подписал письмо в поддержку группы Pussy Riot.
Входит в попечительский совет благотворительного фонда помощи детям-отказникам и детям-сиротам «Бюро Добрых Дел» вместе с коллегами по «Квартету И» Ростиславом Хаитом, Камилем Лариным, и Александром Демидовым.

### Личная жизнь
С января 1991 по декабрь 2015 год был женат на актрисе Анне Касаткиной, с которой познакомился во время учёбы в ГИТИСе (она играет Аню в фильме «День радио», жену командированного в фильме «О чём говорят мужчины» и жену Паши, героя Алексея Макарова, в фильме О чём ещё говорят мужчины), имеет двух дочерей: старшая — Елизавета (23 сентября 1994 г.р.), младшая — Ева (25 июня 2003 г.р.). Елизавета снялась с отцом в фильме «О чём говорят мужчины. Продолжение», а Ева — в фильмах «О нём» и с отцом в «Быстрее, чем кролики».
Осенью 2015 года стало известно, что брак актёров распался, но они по-прежнему вместе работают и стараются «держать марку», как выразился сам Барац в интервью.
С 2016 года Леонид состоял в отношениях с психологом из Киева Анной Моисеевой. Сын Марк родился 10 октября 2020 года.  В интервью Дмитрию Гордону, данному в декабре 2020 года Барац сообщил, что не проживает со второй женой совместно.

## Фильмография

### Актёр
- 1977 — Праздник непослушания — непослушник (в титрах Леня Барас)
- 2007 — День выборов  — Алексей, радиожурналист
- 2008 — День радио — Лёша, радиоведущий
- 2010 — О чём говорят мужчины — Лёша
- 2011 — О чём ещё говорят мужчины — Лёша
- 2014 — Быстрее, чем кролики — Лёша
- 2016 — Страна чудес — торговец фруктами Леван Гогия
- 2016 — День выборов 2 — Алексей
- 2018 — О чём говорят мужчины. Продолжение — Лёша
- 2019 — Громкая связь — Вадик
- 2020 — Обратная связь — предприниматель Вадим Грибков
- 2021 — В Бореньке чего-то нет — сценарист Кирилл
- 2022 — О чём говорят мужчины. Простые удовольствия — Лёша
- 2024 — Один день в Стамбуле — писатель Денис

#### Озвучивание
- 2015 — Савва. Сердце воина — Обезьяны

#### Дубляж
- 2008 — Вольт — Рино
- 2012 — Пираты! Банда неудачников — Чарльз Дарвин

### Сценарист
- День радио
- День выборов
- Разговоры мужчин среднего возраста
- О чём говорят мужчины
- О чём ещё говорят мужчины
- Иван Царевич и Серый Волк
- Быстрее, чем кролики
- Иван Царевич и Серый Волк 3
- Страна чудес
- Громкая связь
- Иван Царевич и Серый Волк 4
- О чём говорят мужчины. Простые удовольствия

### Клипы
Снялся в клипах:
- в роли тапёра, клип группы «Комбинация» «Бухгалтер»[15] (1991);
- Светланы Рерих «Ладошки»[16] (1997);
- Клементии «Где-то за морями»[17];
- группы «Браво» «Это за окном рассвет»[18];
- группы «Агата Кристи» «Моряк»[19] в роли одного из санитаров, несущих носилки с трупом моряка. В роли второго санитара — Ростислав Хаит;
- группы «Агата Кристи» «Весёлый мир»[20] в роли одного из бунтующих в смирительной рубашке. В роли второго бунтующего в смирительной рубашке — Ростислав Хаит. В роли офицера на ступенях — Камиль Ларин;
- группы «Би-2» «Хипстер»[21];
- Антон Чехов «Гуд Лак»[22];
- группы «Animal ДжаZ» «Чувства»[23].